# Escultura de la Puríssima Concepció
L'Escultura de la Puríssima Concepció és una obra d'Olot (Garrotxa) inclosa a l'Inventari del Patrimoni Arquitectònic de Catalunya.

## Descripció
És una capelleta de proporcions grans. És una de les més grans i més treballades de la ciutat. La imatge, feta de pedra, és de l'escultor Martus. La verge és representada amb una túnica llarga molt treballada, damunt una bola de núvols. Amb les mans juntes, mira vers el cel.